# Stadler GTW

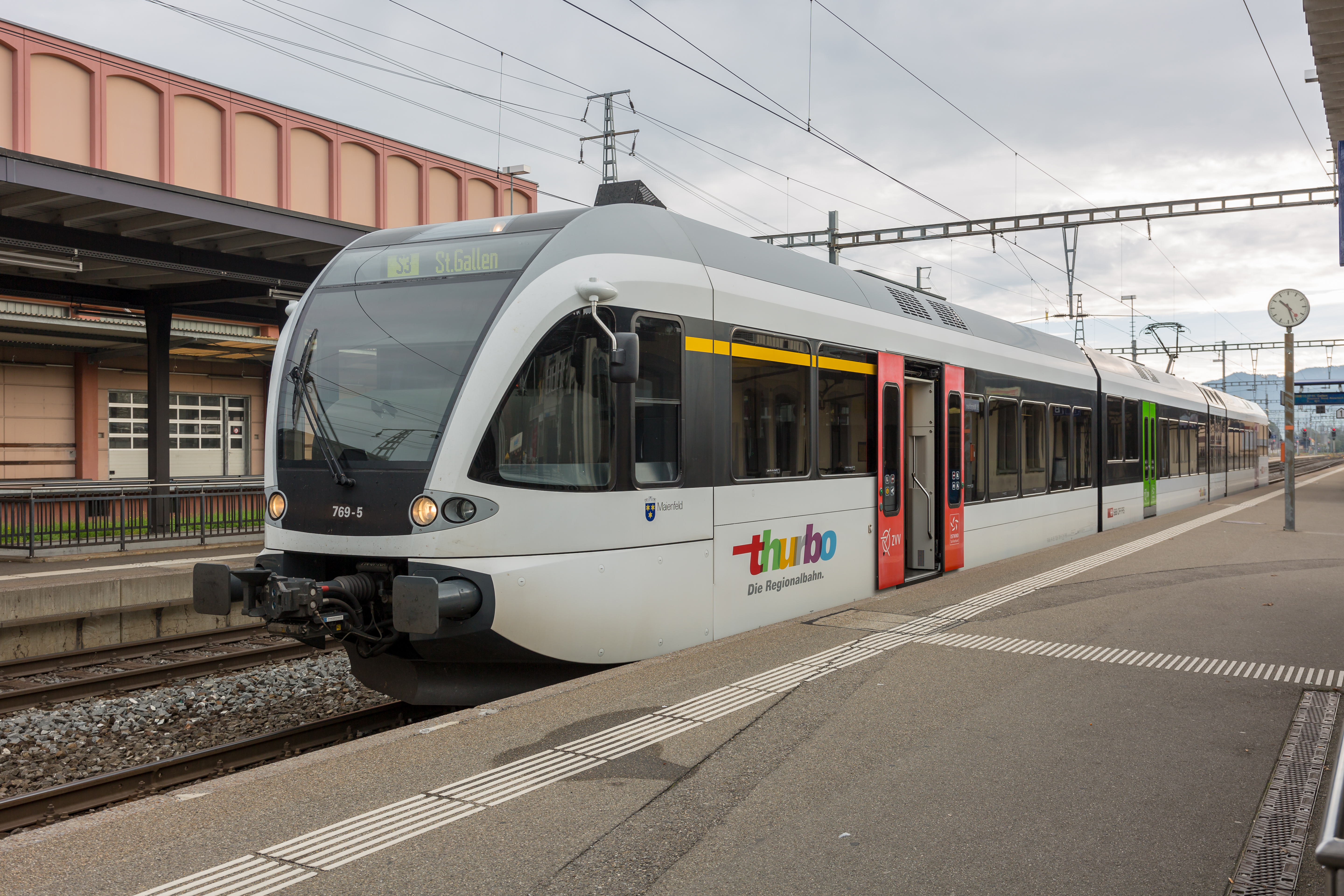
Elektrická jednotka Stadler GTW 2/8 THURBO

Stadler GTW jsou motorové a elektrické jednotky pro regionální dopravu, vyráběné švýcarskou společností Stadler Rail. GTW znamená Gelenktriebwagen (kloubový motorový vůz). Do roku 2011 bylo vyrobeno 551 kusů.

## Historie

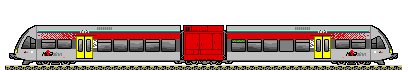
Boční nákres jednotky GTW

Společnost BTI-Bahn, sídlící poblíž švýcarského Bernu, hledala lehké nízkopodlažní vozidlo, kterým by nahradila svou stárnoucí flotilu, a které by nevyžadovalo těžké zařízení na střeše. Na základě tohoto požadavku přišel Stadler s konceptem umístění většiny zařízení do středního článku mezi řídicí vozy. Zatímco tratě BTI-Bahn mají rozchod 1000 mm, Stadler představil v roce 1995 první prototyp se standardním rozchodem (1435 mm) a Mittelthurgau-Bahn v průběhu roku 1996 testoval tři prototypy na své standardně rozchodné síti. Mezi lety 1998–1999 bylo pro Mittelthurgau-Bahn vyrobeno 10 jednotek typu GTW 2/6 (nyní součást společnosti THURBO). Tři prototypy byly prodány do Itálie. V roce 1997 byly vyrobeny úzkorozchodné jednotky, 7 z nich bylo dodáno do BTI-Bahn a 20 do CEV-Bahn.
V roce 1998 rakouská společnost Linzer Lokalbahn zadala objednávku, kterou bylo třeba upravit tak, aby odpovídala bezpečnostní normě DIN 5510 třídy 2, a také odlišné napájecí soustavě. Těchto osm jednotek bylo dodáno v roce 2000, v roce 2005 byla vyčerpána opce na dalších šest. Další úprava byla provedena pro River Line (New Jersey) s objednávkou 20 jednotek dodaných v letech 2002 a 2003.

Během této doby se o nový systém zajímala také Hessische Landesbahn (HLB) v Německu, ale skutečné zadávání zakázek bylo odloženo až na druhou generaci. Zpočátku Stadler spolupracoval s Adtranz/DWA v Německu. Počáteční série byla vyrobena v roce 1999 ve společnosti DWA Bautzen (Sasko). Design čel odpovídá stylu vozidel pro Deutsche Bahn, protože již byly ve výrobě v DWA, a nakonec DB Regio objednalo také 30 jednotek podobného typu, jako soupravy objednané HLB (liší se pouze výška nízkopodlažní části). Celá série byla poté vyrobena v nových závodech Stadler Pankow (Berlín), které byly postaveny v roce 2000 společně s Adtranz. V roce 2001 získal Stadler jejich akcie a hotová vozidla byla tentýž rok dodána samotným Stadlerem.

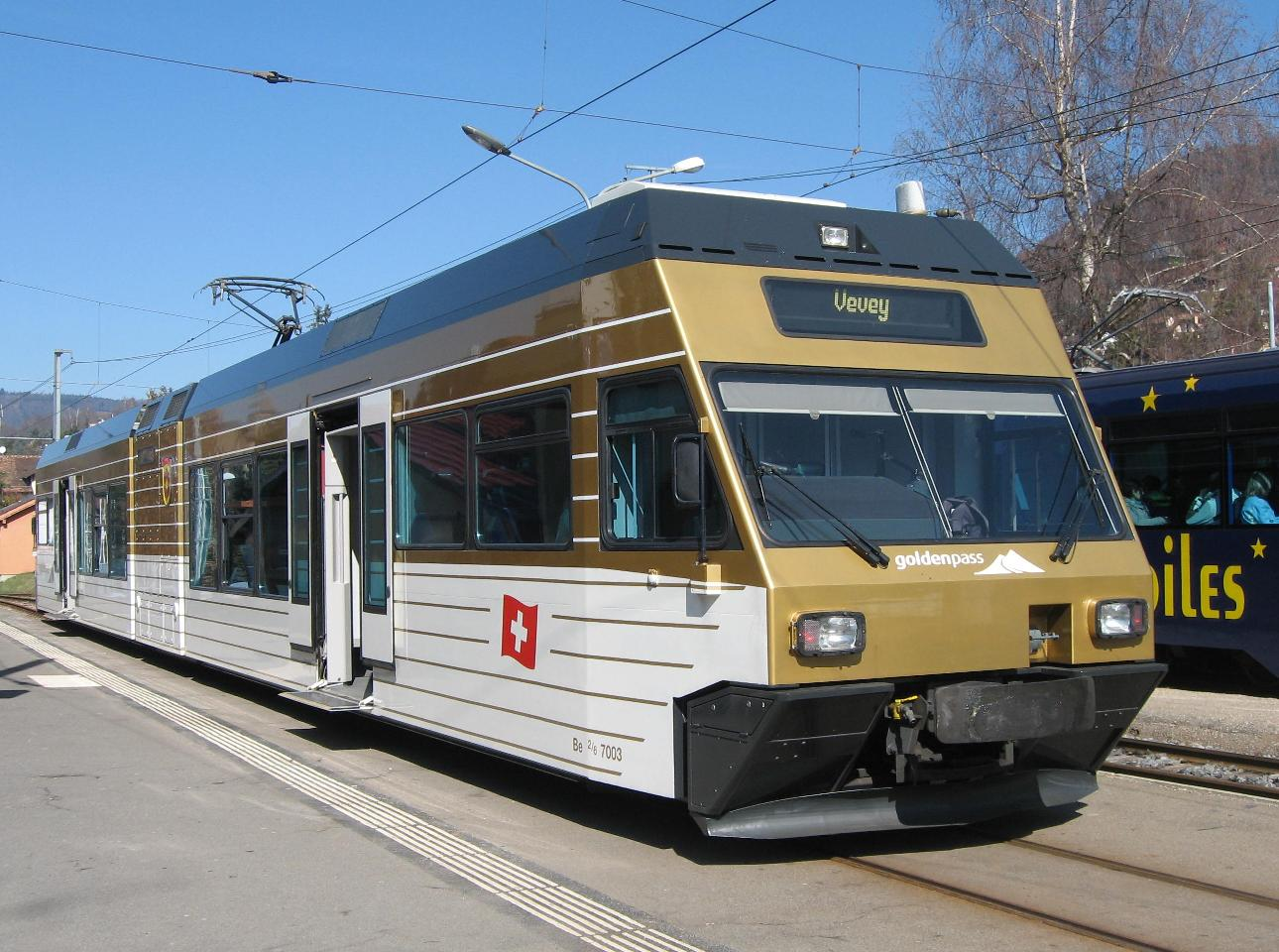
První generace
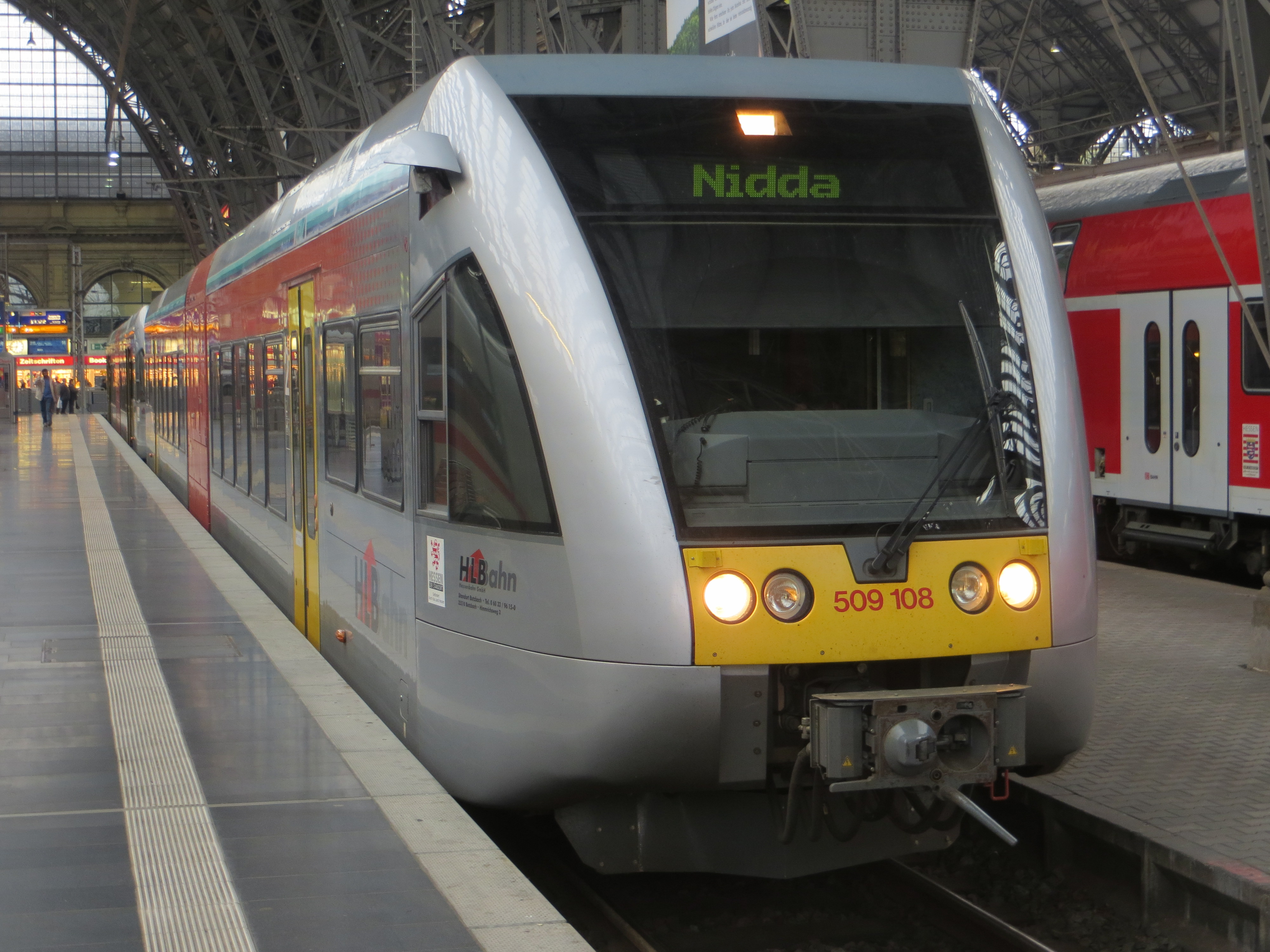
Druhá generace
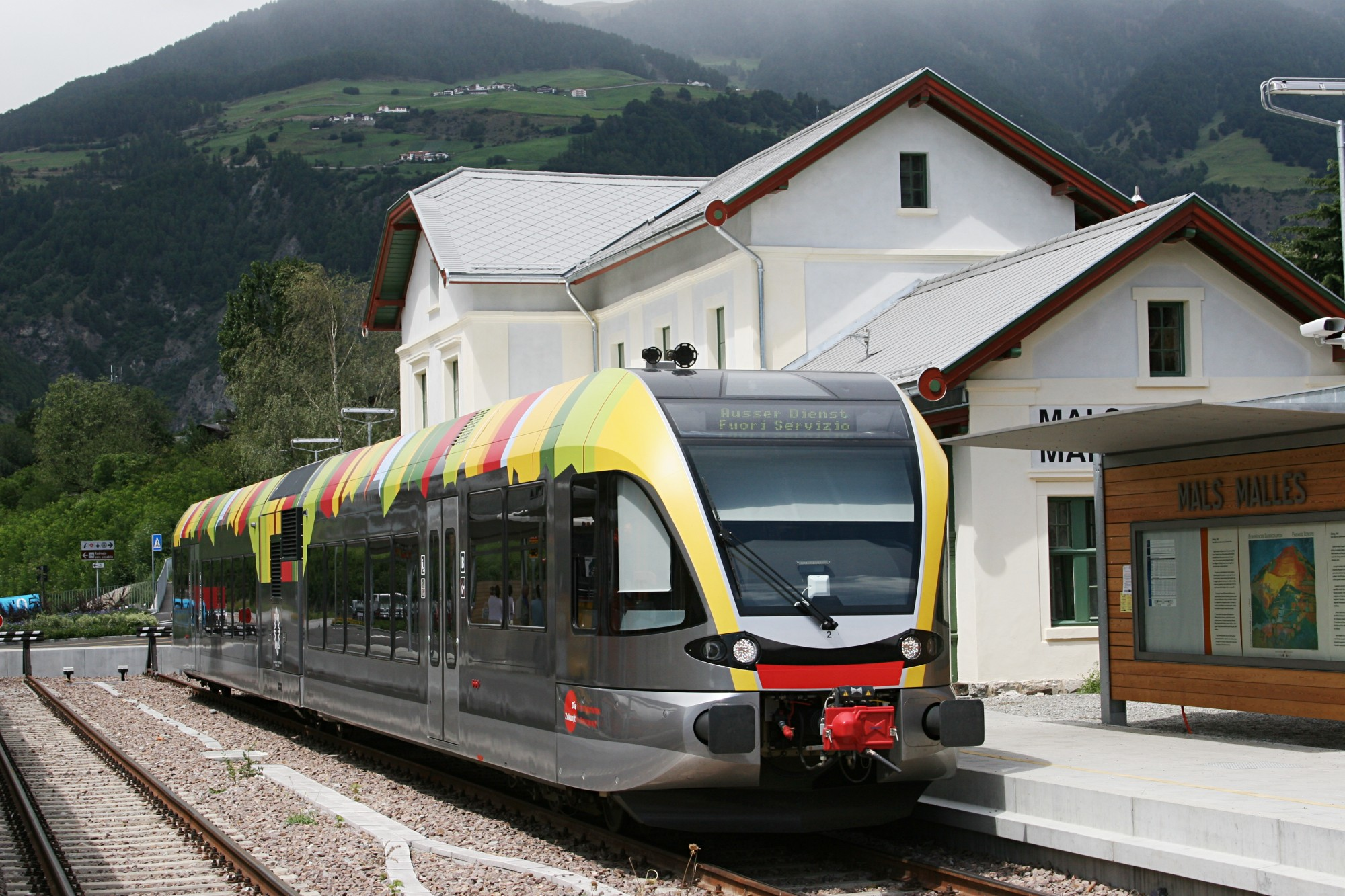
Třetí generace

Druhá generace je snadno rozpoznatelná podle kulatého tvaru čela vyrobeného z plastu vyztuženého skleněnými vlákny. Tyto jednotky navazují na návrh DB vyráběný od roku 2000 i pro ostatní zákazníky, například 12 úzkorozchodných souprav pro Atény (objednány v roce 1999, dodávány od roku 2003). U druhé generace jsou k dispozici různé šířky skříně - vozidla s rozchodem 1000 mm byla vyráběna o šířce 2,2 a 2,7 m a vozidla s rozchodem 1435 mm o šířce 3,0 a 3,1 m. Dále může být také jednotka GTW 2/6 prodloužena o jeden vložený vůz, což z ní dělá GTW 2/8.
U třetí generace je drobně upravený tvar čela, ale důležitější změny byly provedeny u hnacího modulu - elektrická varianta měla 700-800 kW (namísto 520 kW) a dieselová byla k dispozici v provedení DMU-2 se dvěma generátory místo jednoho. To umožnilo zvýšit maximální rychlost, což byl požadavek italských zákazníků. Italský Vinschgerbahn proto jako první objednal v roce 2004 dvanáct DMU-2, později dalších osm vozidel stejného typu pro linku Udine - Cividale. Koncept DMU-2 zapůsobil na Arrivu v Nizozemsku, která v roce 2005 objednala 43 vozidel a požadovala další vývoj - upravený typ se dobře prodával ostatním provozovatelům v Nizozemsku i v zahraničí, a to jak v elektrické, tak i dieselové variantě.
Čtvrtá generace vznikla kvůli novým předpisům EU, které zvýšily požadavky na způsobilost při nárazu (EN 15227). Do roku 2008 musely vlaky vyhovět těmto požadavkům. Ve stejném roce byla velká část produkce přesunuta do pobočky v polských Siedlcích.
Do roku 2011 bylo vyrobeno 551 kusů, které jezdí v Rakousku, Francii, Německu, Itálii, Nizozemsku, Slovensku, Švýcarsku a USA.

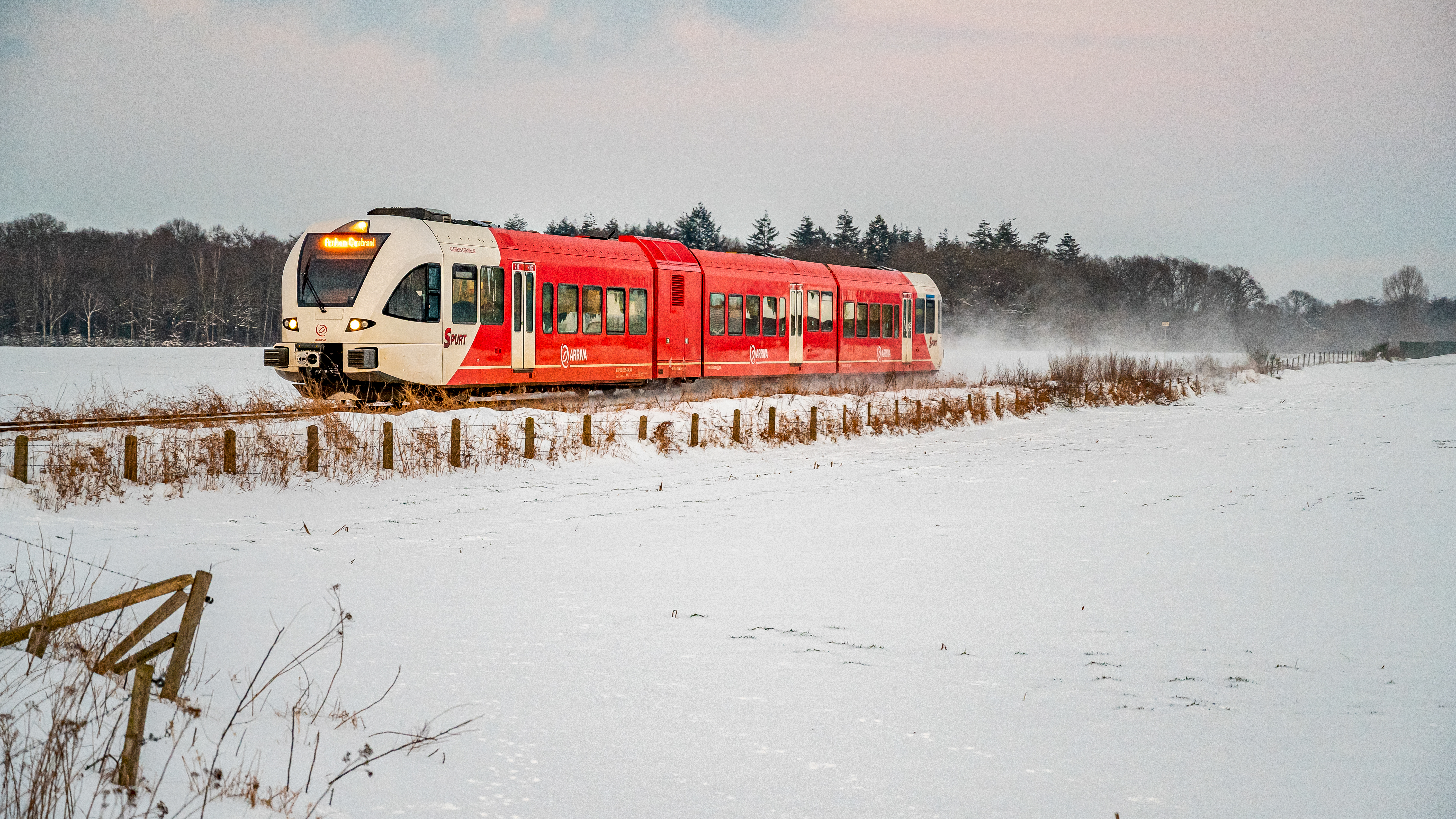
Stadler GTW 2/8

Kvůli požadavkům na odolnost proti nárazu GTW postupem času přibralo na váze. V koncepci z roku 1998 měla 483 kg na sedadlo, zatímco v roce 2010 se základní model 2/6 zvýšil dokonce na 660 kg na sedadlo. To bylo více než u Flirtu ET 22 v roce 2007 (639 kg na sedadlo). V důsledku toho největší zákazníci, společnosti Arriva a Connexxion, přešly na modely Flirt pro následující dodávky v roce 2012.

## Popis
Stadler GTW je rodina vozidel, která se zvenku liší v designu čel a také v různých konstrukcích a pohonných jednotkách. Jednotky jsou také k dispozici v různých rozchodech a také jako ozubnicová železniční vozidla. Základní verzí je GTW 2/6, motorová jednotka, která odpovídá standardům UIC. „2/6“ znamená „dvě ze šesti náprav jsou poháněny“. GTW 2/6 provozují například společnosti Deutsche Bahn a České dráhy jako řadu 646 a ARRIVA vlaky jako řadu 848.
Základní koncept je poněkud nekonvenční: vůz je poháněn centrálním „hnacím modulem“, který pohání obě nápravy. Dva články spočívají na hnacím modulu, který produkuje užitečné hnací zatížení hnacích náprav. Koncové vozy také velmi efektivně využívají prostor, i když je vůz hnacím modulem rozdělen na dvě poloviny. Většina jednotek má střední článek s motorem průchozí. Jednotky jsou nízkopodlažní, s výjimkou částí nad podvozky a na koncích vozu (více než 65 % je nízkopodlažní). K dispozici je veškerý obvyklý komfort, který lze očekávat od moderního železničního vozidla, jako je klimatizace, vakuové toalety a informační systém pro cestující. Vozy typu GTW mohou být dieselové nebo elektrické (s napájením z trolejového vedení nebo napájecí kolejnice).
Ačkoli je tažná síla dobrá pro poháněné podvozky, koncept má stejný problém jako ostatní lehké vozy s brzdami na bezmotorových nápravách, které mají nižší přilnavost než tradiční motorové vozy. To vedlo k problémům, když je na kolejích listí, protože ochrana proti prokluzu kola nemůže plně účinkovat. Centrální napájecí modul má také limity pro odvod tepla, což může vést k situacím, kdy je třeba omezit výkon, což se v tomto konstrukčním konceptu provádí automaticky.

## Pohon
V jednotkách jsou motory s výkonem 550 kW (od roku 2003), s výkonem 2x 375 kW = 750 kW a elektrické motory s výkonem 600 až 1100 kW. Jako pohonné jednotky se používají trakční měniče založené na IGBT společně s asynchronními motory. Trakční měniče vyrábí společnost ABB ve svém závodě ve švýcarském Turgi a motory TSA Austria.
Vložením středního vozu (také s pouze jedním podvozkem) na jednu stranu hnacího modulu se GTW 2/6 rozšiřuje na GTW 2/8. Místo středního vozu lze vložit také další hnací modul. Mezi tyto dva moduly lze vložit střední vůz (GTW 4/8), nebo dva střední vozy a přepážky (GTW 4/12). V jedné soupravě lze provozovat až čtyři jednotky.

## Provoz

### Francie

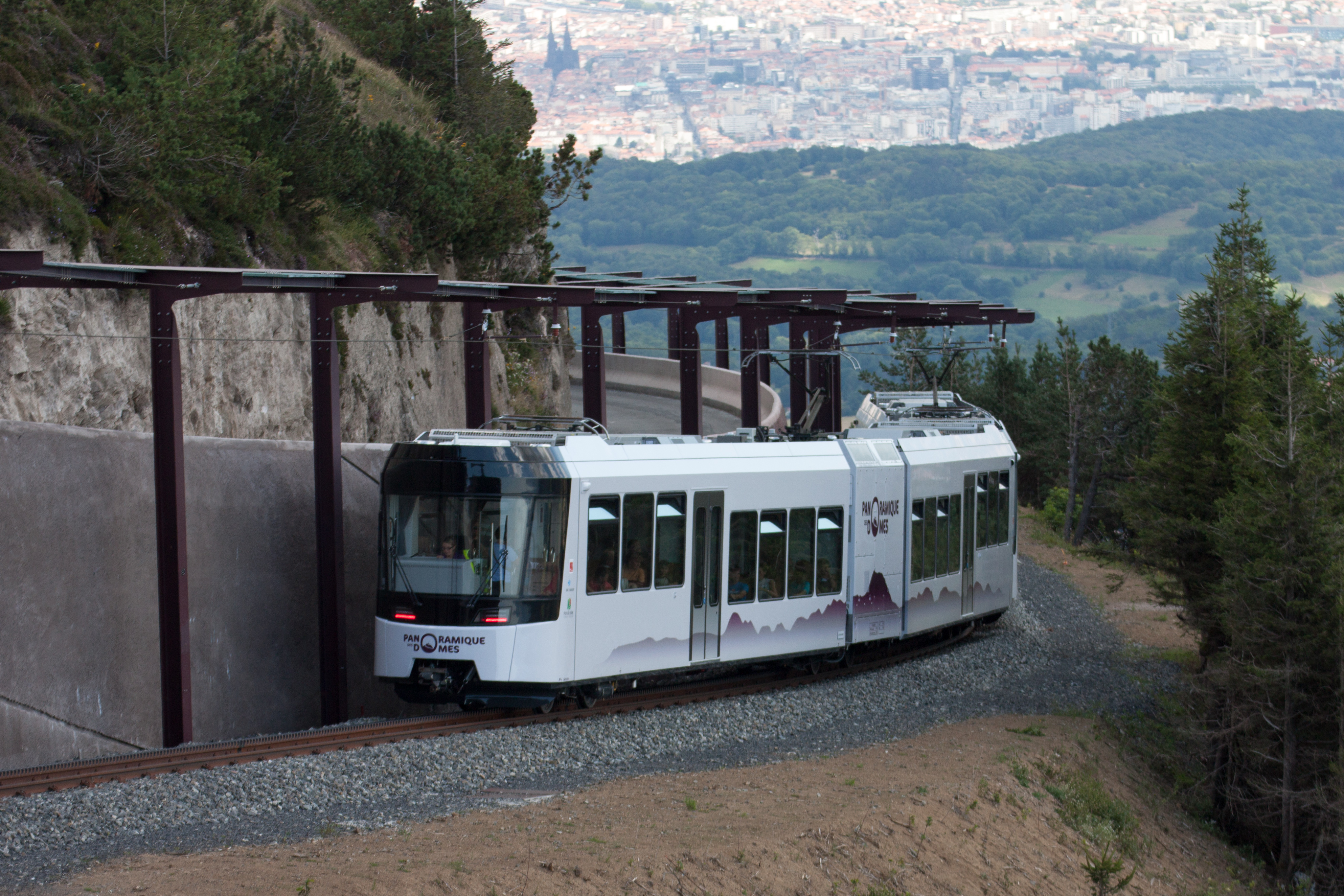
Panoramique des Dômes, Francie

Na ozubnicové železnici Panoramique des Dômes ve Francii jsou od roku 2012 v provozu 4 elektrické jednotky GTW 2/6.

### Řecko

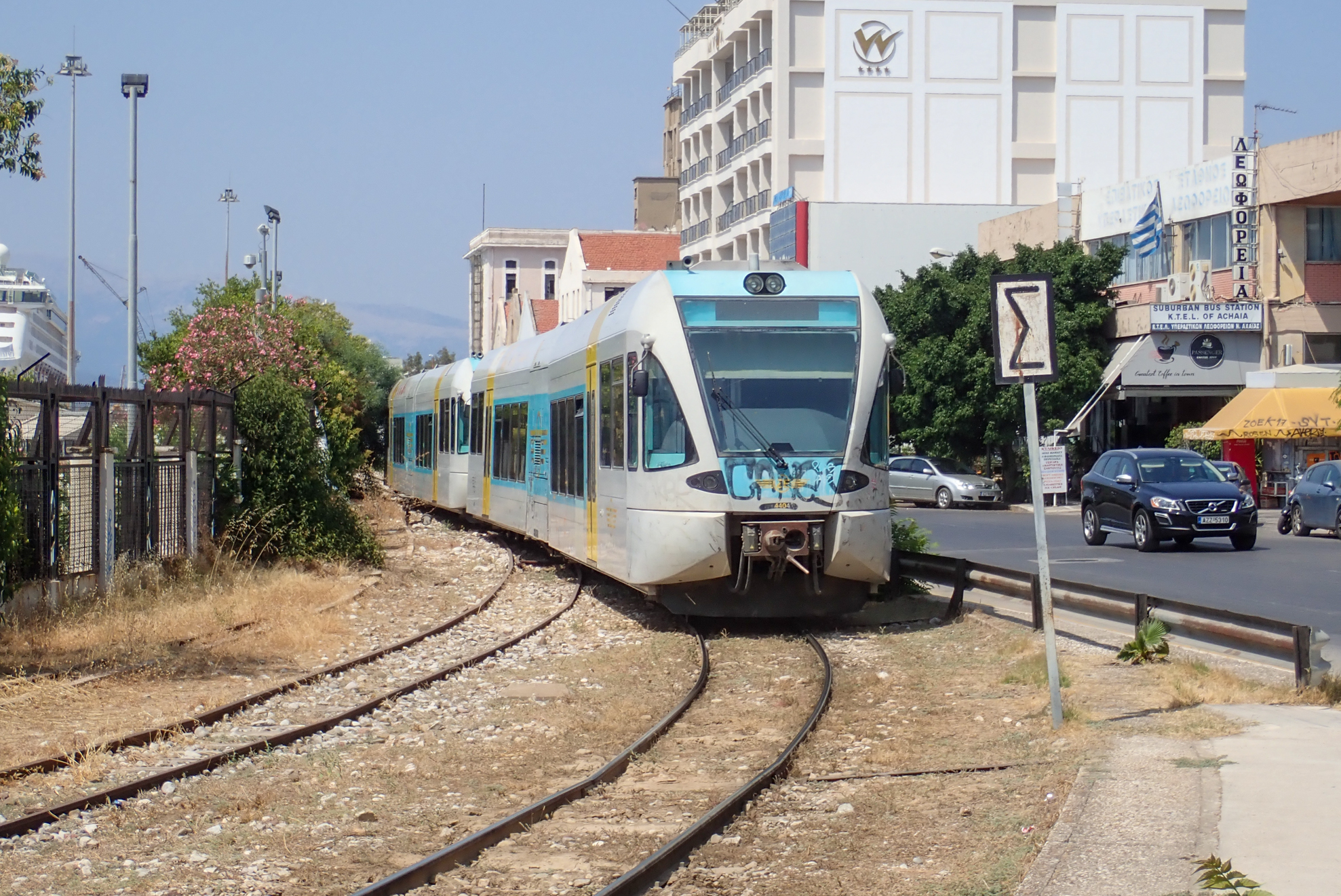
Dvojice jednotek řady 4501 odjíždí ze stanice Patras

V Řecku provozuje TrainOSE dvě varianty Stadleru GTW 2/6, vlastněné společností OSE. Úzkorozchodná varianta o rozchodu 1000 mm (OSE třída 4501) jezdí na předměstí Patrasu a na turistické lince Katakolo–Pyrgos–Olympie. Normálněrozchodná varianta (třída OSE 560) jezdí na regionální lince Athény–Lianokladi a místní lince Lianokladi–Lamia–Stylida (která je označena jako Proastiakos Lamias).

### Itálie
V Itálii používají GTW některé regionální železnice a nazývají jej ATR:
- ATR 100: Societá Automobilistica Dolomiti (SAD) Trentino Alto Adige
- ATR 110: Ferrovie Udine Cividale (FUC) Friuli
- ATR 110 – ATR 120: Sistemi Territoriali (ST) Veneto
- ATR 115 – ATR 125: Ferrovie Nord Milano Group Lombardia
- ATR 200: Ferrovie del Sud Est (FSE) Puglia

### Nizozemsko

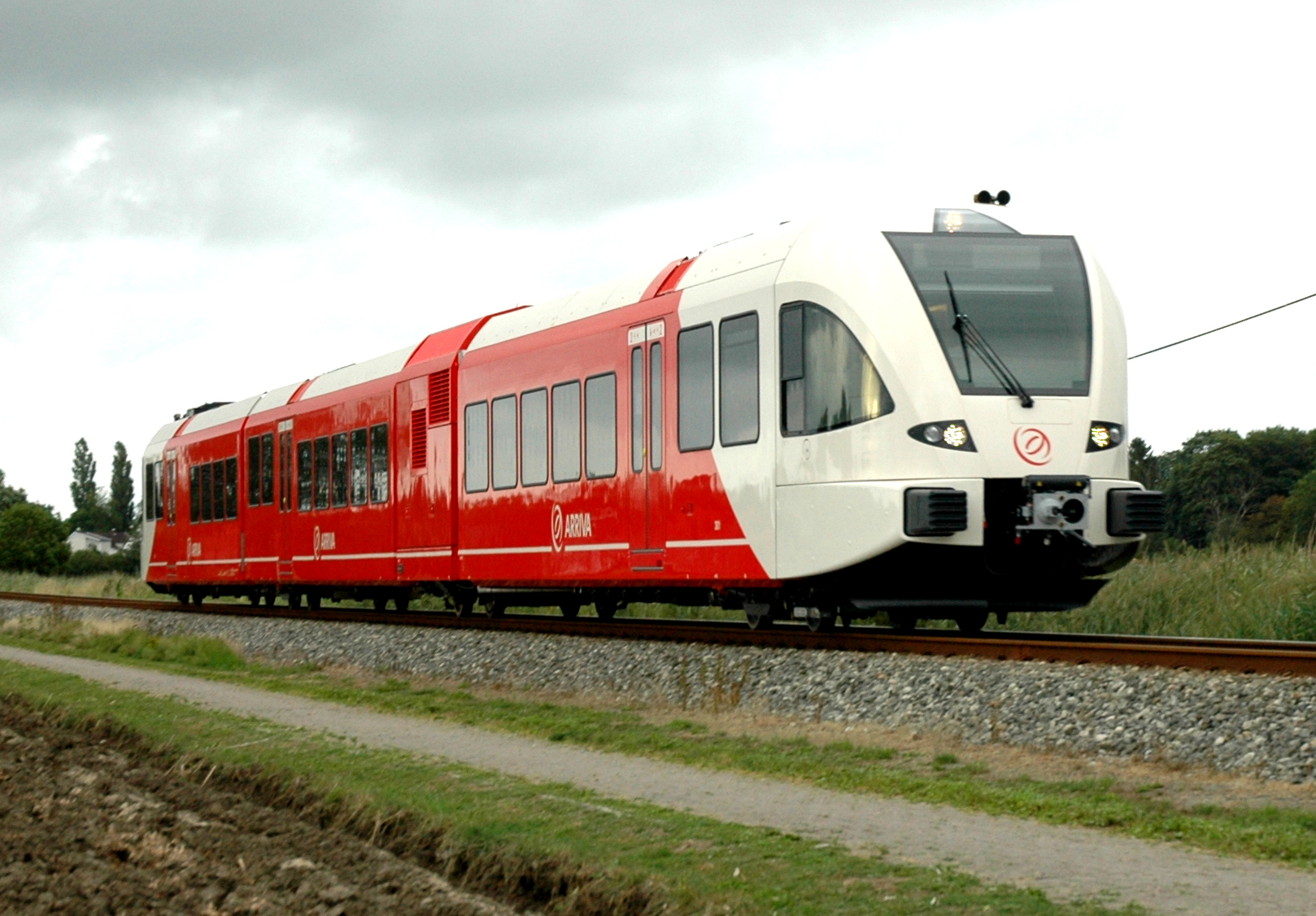
Motorová jednotka GTW poblíž Bunde

Nadnárodní dopravní společnost Arriva provozuje dieselové jednotky GTW na tratích:
- Leer (Německo) – Groningen
- Delfzijl–Groningen
- Leeuwarden–Groningen
- Roodeschool/Eemshaven – Sauwerd
- Veendam–Zuidbroek
- Leeuwarden–Stavoren
- Leeuwarden – Harlingen Haven
- Arnhem–Winterswijk
- Winterswijk–Zutphen
- Zutphen–Apeldoorn

a elektrické jednotky GTW na tratích:
- Dordrecht–Geldermalsen
- Zwolle–Emmen

Arriva Limburg používá elektrické jednotky na tratích:
- Kerkrade Centrum – Heerlen – Maastricht Randwyck
- Heerlen–Maastricht

a dieselové na trati:
- Roermond–Venlo–Nijmegen.

Connexxion používal pro linku Barneveld Centrum - Amersfoort jednu elektrickou jednotku GTW. Tato jednotka je převedena na Vechtdallijnen společnosti Arriva. Společnost Connexxion provozuje od prosince 2012 9 dieselových GTW pro integrovaný dopravní systém Breng.

### Česko

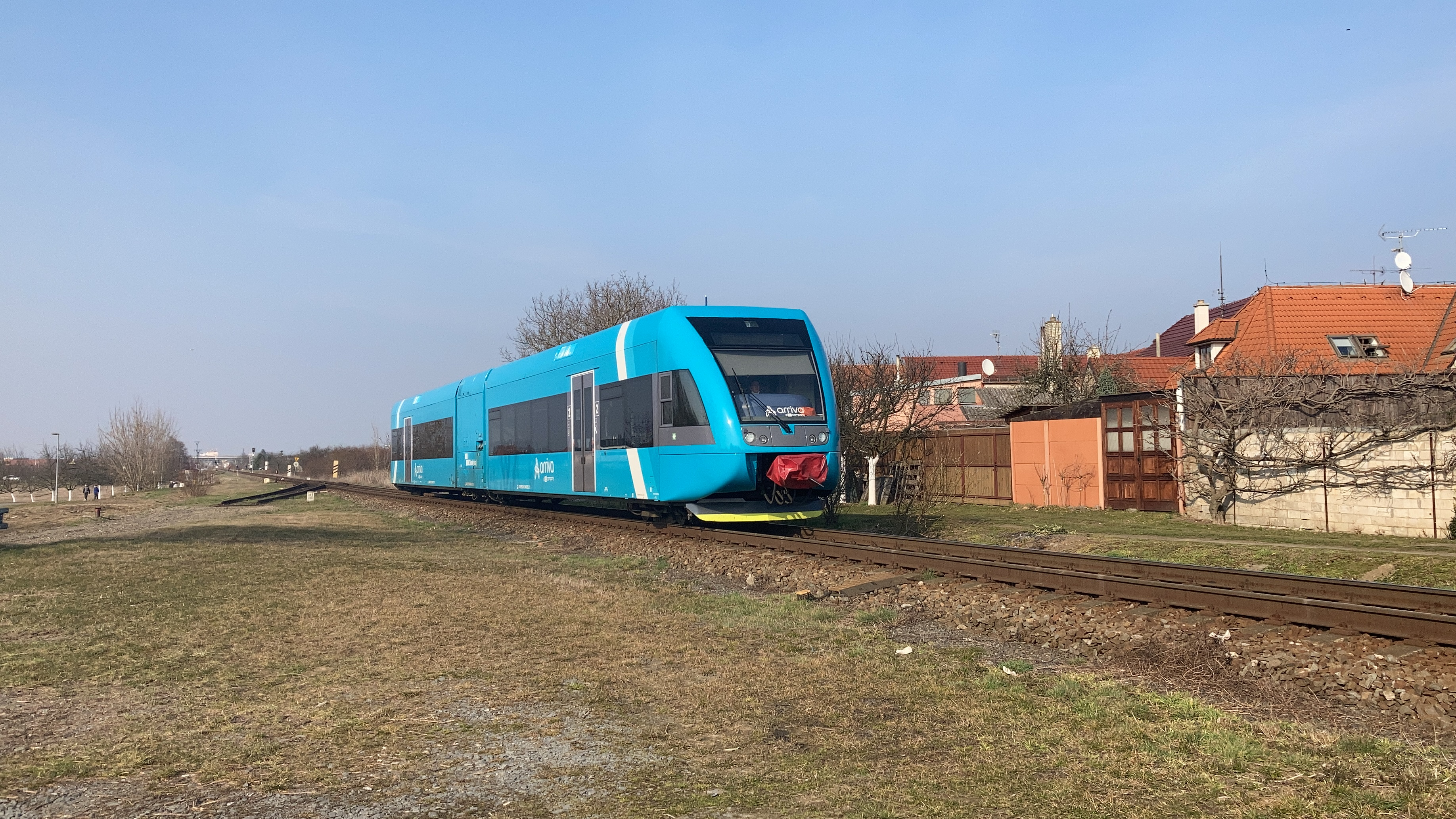
Motorová jednotka 848 společnosti Arriva u zastávky Kunovice zastávka

České dráhy na začátku roku 2019 nakoupily 12 dieselových jednotek GTW 2/6, z nichž prozatím 5 vlastními silami zrekonstruovaly a provozují je jako řadu 646 na trati Olomouc–Drahanovice.
Arriva nakoupila několik dieselových jednotek GTW 2/6, které postupně rekonstruuje ve firmě Pars nova (celkový plán je 12). Jednotky by měly nahradit původní jednotky 845, v současnosti jsou v provozu ve Zlínském kraji, zejména na trasách S5 Staré Město u Uherského Hradiště - Uherský Brod - Bylnice a S6 Uherské Hradiště - Veselí nad Moravou.

### Slovensko

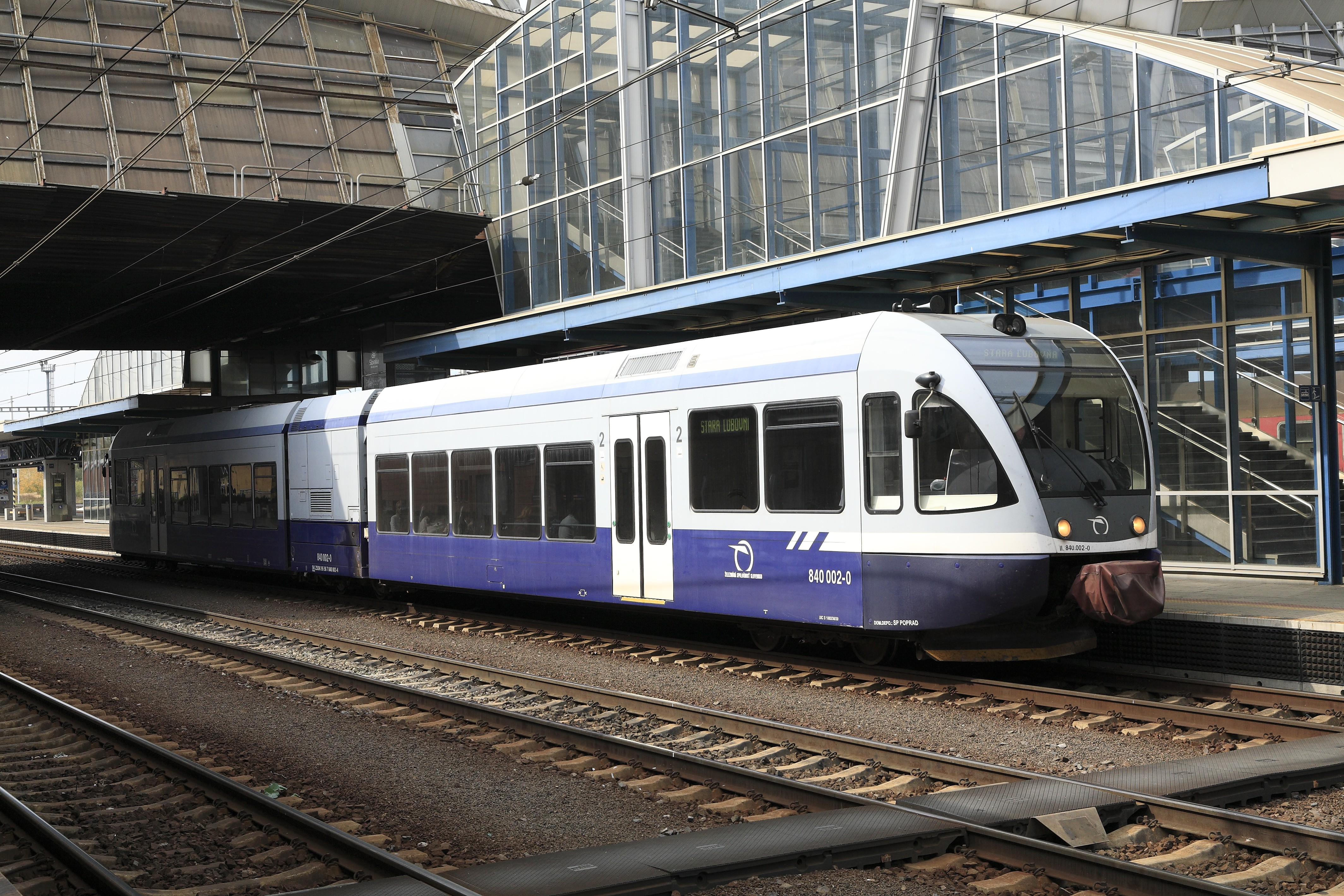
Jednotka 840
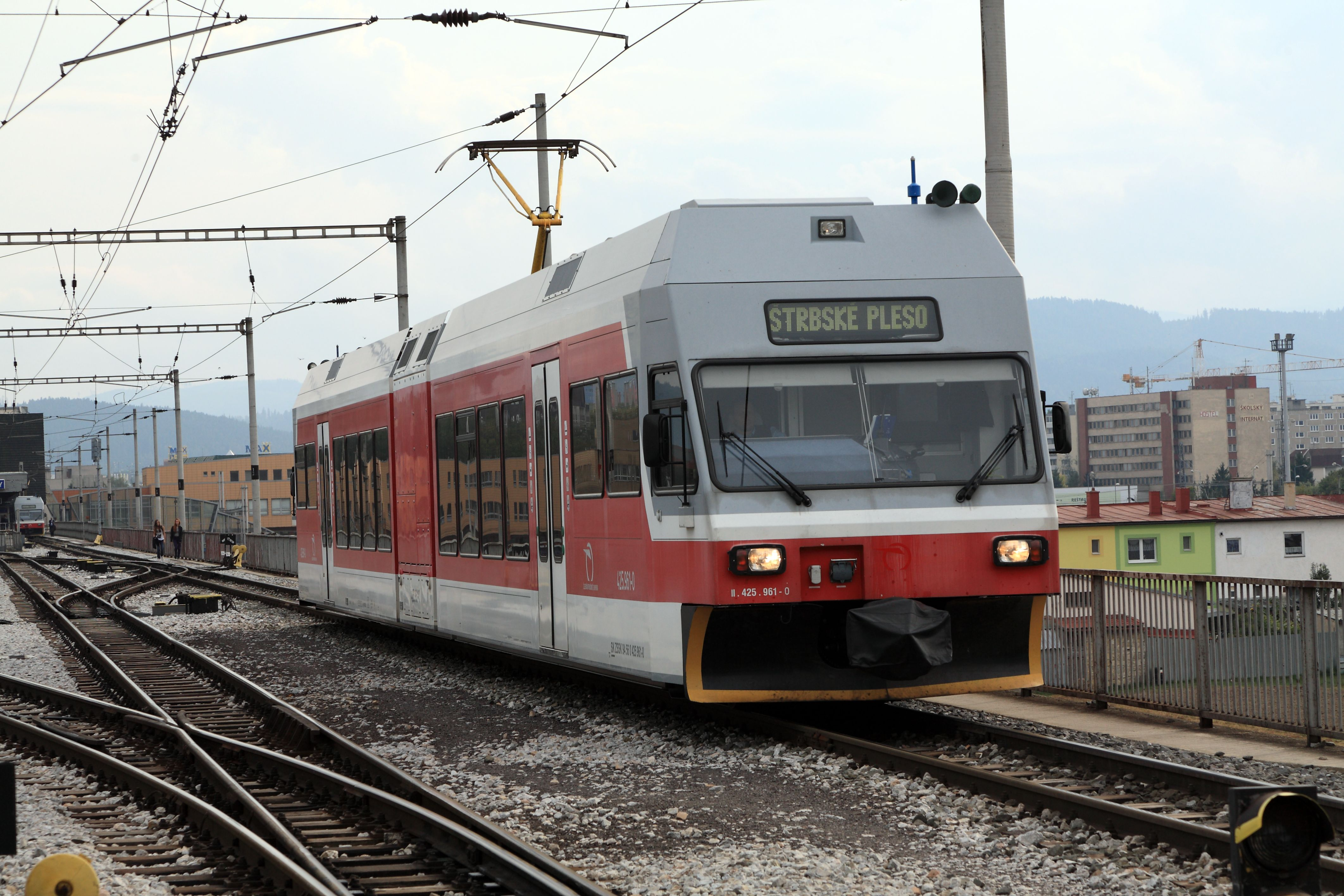
Úzkorozchodná jednotka 425.95
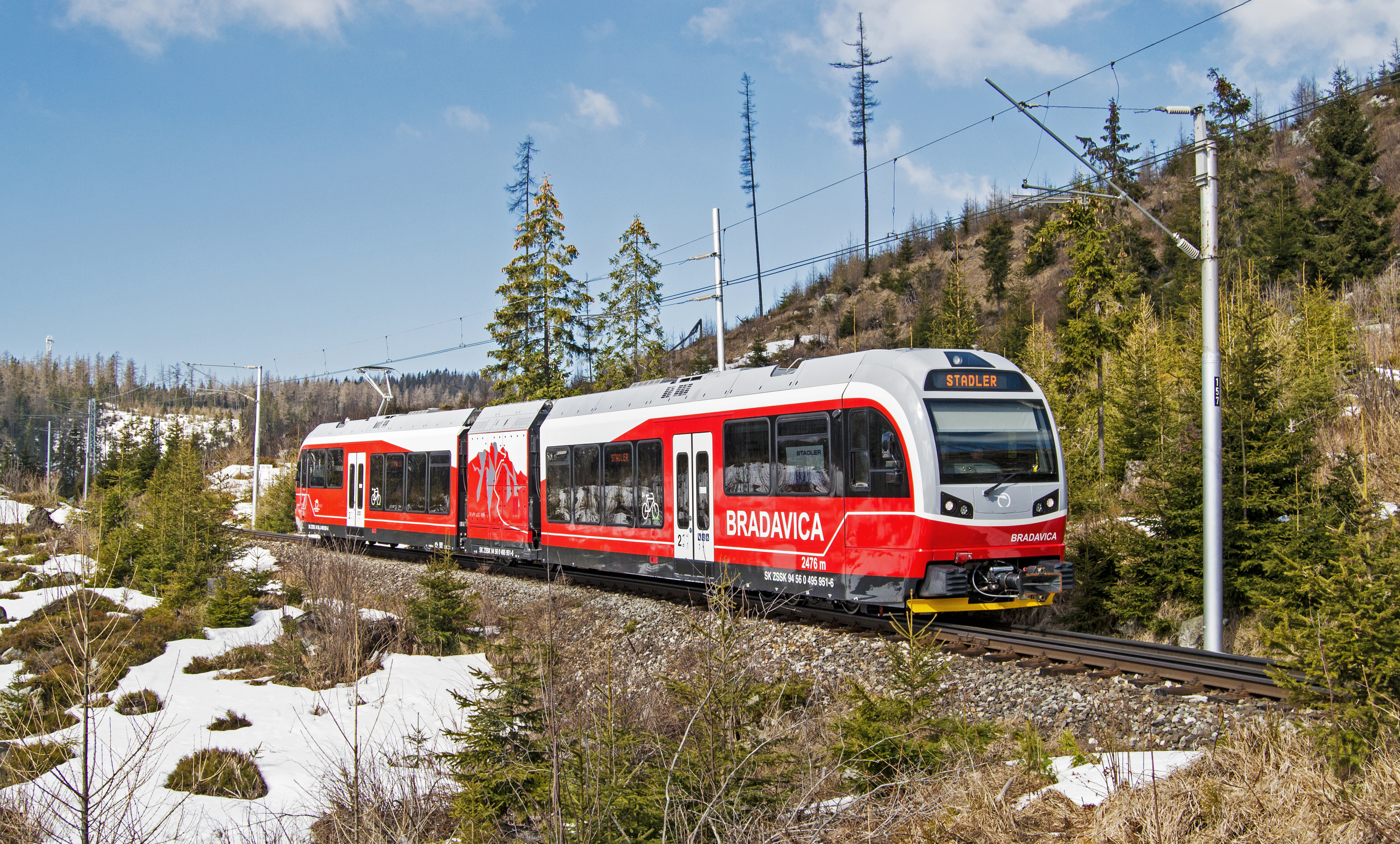
Úzkorozchodná jednotka 495.95

Železničná spoločnosť Slovensko od roku 2000 provozuje na úzkorozchodné síti Tatranských elektrických železnic jednotky 425.95, které jsou postavené na bázi GTW 2/6. Dále ZSSK provozuje jednotky 840 (taktéž odvozené od Stadleru GTW 2/6), které byly určeny pro trať Bratislava–Komárno. V lednu 2021 dorazila do Tater první z pěti nových jednotek GTW 2/6 řady 495.95 pro provoz na tatranské ozubnicové železnici a v síti Tatranských elektrických železnic.

### Španělsko
Katalánskou vládou vlastněné Ferrocarrils de la Generalitat de Catalunya (FGC) koupily dvě širokorozchodné jednotky (1668 mm) s dieselovým motorem, pro použití na lince Lleida - La Pobla, což umožnilo zvýšit frekvenci provozu ze 4 na 10 vlaků denně mezi Lleidou a Balaguerem a z 1 na 4 mezi Lleidou a La Pobla de Segur. Třetí nová jednotka měla být uvedena do provozu do srpna 2021.

### Švýcarsko
Švýcarské spolkové dráhy vlastní úzkou verzi jednotek GTW 2/6 (RABe 520), kterou provozují na Seetalské železniční trati a na trati mezi Lenzburgem a Zofingenem.
THURBO používá velkou flotilu RABe 526 (GTW 2/6 a 2/8) na různých linkách ve východním Švýcarsku. Regionalverkehr Mittelland koupil několik GTW 2/6, které byly později rozšířeny na GTW 2/8 a nakonec v roce 2013 prodány Švýcarským spolkovým dráhám.
Různé švýcarské úzkorozchodné železnice používají GTW, například Chemins de fer du Jura, Biel – Täuffelen – Ins-Bahn a Transports Montreux – Vevey – Riviera.

### Spojené státy americké

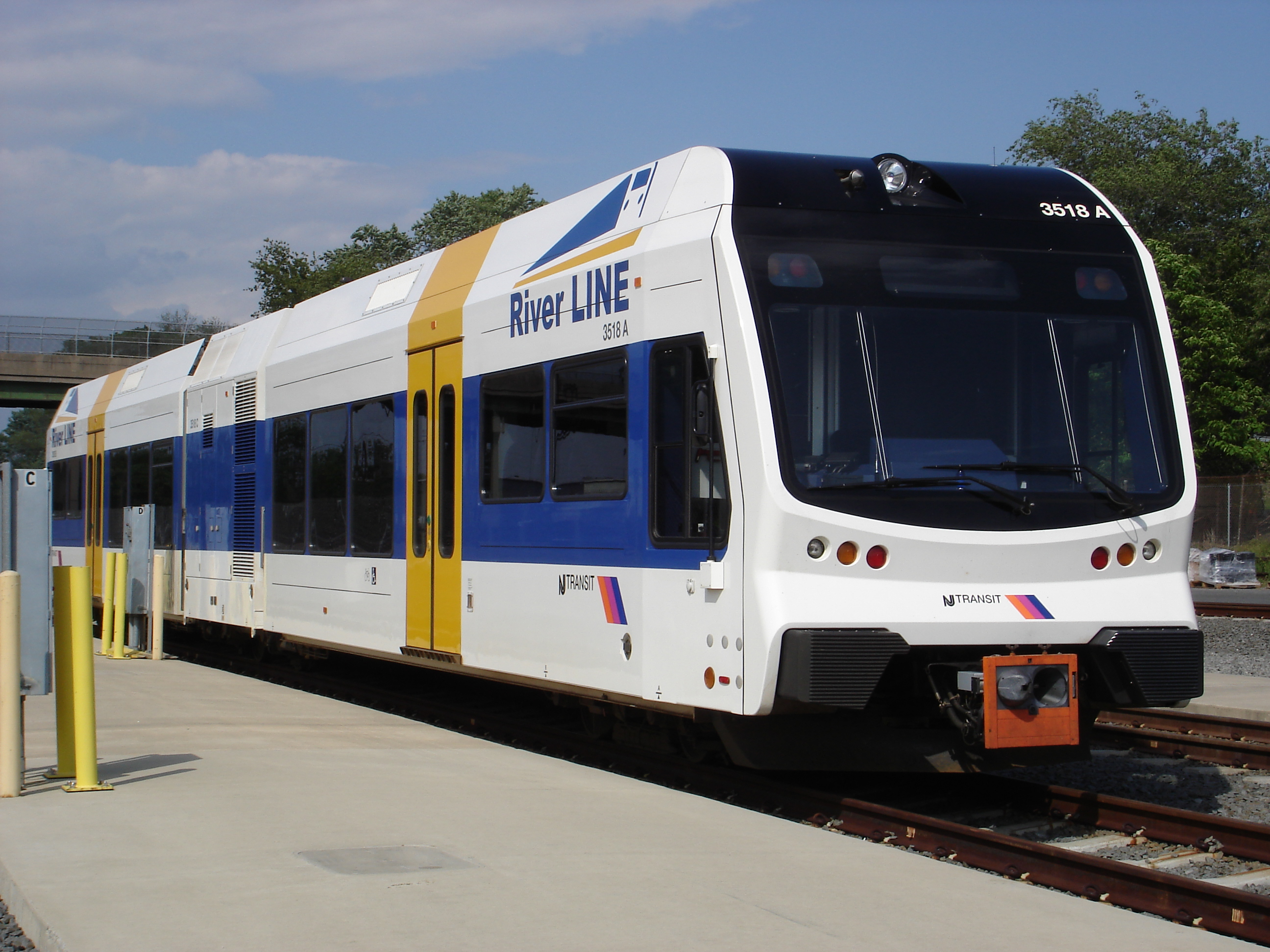

#### New Jersey
- River LINE

New Jersey Transit provozuje na 55kilometrové trati mezi Trentonem a Camdenem 20 lehkých dieselových jednotek GTW, které mají menší poloměr otáčení než typická vozidla (jako např. Siemens Desiro, Bombardier Talent, aj.).

#### Centrální Texas
Capital Metropolitan Transportation Authority (CapMetro) v texaském Austinu, provozuje deset dieselových železničních jednotek typu GTW 2/6 na jeho 51,5 km dlouhé červené lince z Leanderu do centra města Austin. Společnost CapMetro původně zakoupila v roce 2005 pouze 6 jednotek, ale v roce 2017 rozšířila svoji flotilu na 10 jednotek. 4 novější jednotky mají LED cílové panely, mírně vylepšené barevné schéma (aby lépe odpovídalo MetroBusu) a upravený design vozu.

#### Denton County, Texas
Denton County Transportation Authority (DCTA), 20. května 2009 oznámila, že koupí 11 kloubových motorových jednotek GTW 2/6 pro 34km koridor z Dentonu do Carrolltonu. Tato linka se napojuje na zelenou linku Dallas Area Rapid Transit (DART), která vede ze čtvrti Pleasant Grove v jihovýchodním Dallasu do severního Carrolltonu. Smlouva zahrnuje opci až na dalších 25 jednotek GTW.

#### East Bay, Kalifornie
V roce 2014 Bay Area Rapid Transit District Authority pro rozestavěný eBART do Antiochu objednal osm dieselových jednotek GTW 2/6 s dvěma opcemi na šest a více dalších. První vlaky byly dodány do června 2017.